# Die große Wut des Philipp Hotz
Die große Wut des Philipp Hotz ist ein im Untertitel als Schwank bezeichnetes Theaterstück des Schweizer Schriftstellers Max Frisch. Es wurde gemeinsam mit Biedermann und die Brandstifter am 29. März 1958 im Schauspielhaus Zürich uraufgeführt. Regie führte Oskar Wälterlin, den Hotz gab Boy Gobert, das Bühnenbild stammte von Max Frisch selbst. Obwohl beide Einakter bei der Premiere positiv aufgenommen wurden, war ihre langfristige Wirkung sehr unterschiedlich. Während sich Biedermann und die Brandstifter als Theatererfolg und Schullektüre etablierte, blieb Die große Wut des Philipp Hotz selten gespielt und wenig untersucht. Die Komödie gilt heute als ein Nebenwerk des Autors.
Der Wutausbruch des Intellektuellen Philipp Hotz entzündet sich an der Weigerung seiner untreuen Ehefrau, in die Scheidung einzuwilligen. Nachdem er sie in einen Schrank eingesperrt hat, lässt Hotz die Wohnung von Dienstmännern kurz und klein schlagen. Anschließend verlässt er seine Frau, um in die Fremdenlegion einzutreten, kehrt jedoch am Ende des Stücks zu ihr zurück, weil er dort abgewiesen wurde.

## Inhalt
Das Credo des Schriftstellers Dr. phil. Philipp Hotz zur Ehe ist, dass sie nur als  Verbindung zweier Menschen in Freiheit und Offenheit, als geistiges Wagnis bestehen könne und nicht an sexuelle Treue gebunden sei. Darüber kann seine Frau Simone Dorothea, genannt Dorli, nur lachen. Sie beschreibt ihren Mann als introvertiert, eifersüchtig und verzweifelt darum bemüht, ihr zu imponieren. Vor einem Jahr gestand sie ihm eine Affäre mit seinem besten Freund Wilfrid. Hotz revanchierte sich mit einem Seitensprung mit dessen Frau Clarissa. Seitdem ist beider Scheidung fest geplant, wobei Hotz darauf besteht, die Schuld des Ehebruchs auf sich zu nehmen, um seine Frau zu schonen.
Seitdem Dorli jedoch am Vormittag bei einem Gerichtstermin der Scheidung mit der Begründung widersprach, ihr Mann meine es sowieso nicht ernst, steigert sich Hotz in einen Wutanfall. Er packt einen Koffer, um in die Fremdenlegion einzutreten, und hat zwei Dienstmänner engagiert, die die Wohnung zertrümmern sollen mit Ausnahme von Dorlis „Frauengut“. Dorli hat er kurzerhand in den Schrank eingesperrt, was diese, an regelmäßige Wutausbrüche ihres Mannes gewöhnt, gelassen hinnimmt. Schweigend und gleichmütig raucht sie im Schrank und wird schon bald ohne Wissen ihres Mannes von einem Dienstmann befreit. Hotz empört, dass sie seinen Handlungen keine Konsequenz zutraut und sich stets auf seine Liebe und Nachsicht verlässt. Sie könne doch nicht mit ihm machen, was sie wolle, nur weil sie die Schwächere sei. Immer wieder spricht er sich selbst Mut zu: „Nur jetzt nicht die Wut verlieren!“
Während Hotz ständig durch die Dienstmänner unterbrochen wird, die sich beflissen nach Anweisungen für ihre Zerstörungen erkundigen, treten verschiedene andere Personen auf. Eine alte „Jumpfer“ (Mundart für Jungfer) hält Hotz für Tante Bertha, bis sie sich als Staubsaugervertreterin herausstellt. Wilfrid, der die letzten drei Jahre in Argentinien geweilt und ein Vermögen gemacht hat, kehrt zurück, begrüßt seinen Freund herzlich und nimmt alles mit Humor, außer dass Hotz um seine Affäre mit Dorli weiß. In der Abwesenheit ihres Mannes spricht er mit Dorli, hauptsächlich über Hotz, den einzigen Gesprächsstoff, der beiden niemals ausgeht. Wirklich nah geht Wilfrid erst Dorlis Offenbarung des Seitensprungs ihres Mannes mit Clarissa. Nun fängt auch Wilfrid an zu toben und hält alle Frauen für Huren.
Nach seinem Abgang erscheint Clarissa bei Dorli und entlarvt die angebliche Affäre zwischen ihr und Hotz als Lüge. Hotz, der fürchtet, seine Frau werde ihm nun nie mehr glauben, verlässt die Wohnung mit gepacktem Koffer in Richtung Bahnhof. Bis zuletzt hofft er, Dorli oder der französische Zoll hielten ihn auf der Fahrt nach Marseille auf, doch niemand stellt sich seinem angedrohten Eintritt in die Fremdenlegion in den Weg. Allein in der Wohnung hat Dorli eine Vision ihres Mannes als Legionär, was sie ganz unpassend für ihn findet, und weint nun doch. In diesem Moment kehrt Hotz bereits zurück. Die Legion habe ihn wegen seiner Kurzsichtigkeit abgewiesen. Dorli fällt ihm um den Hals, und er fragt verlegen nach der Post.

## Genre und Aufbau
Während er den Erstdruck von Die große Wut des Philipp Hotz noch als Sketch bezeichnete, ordnete Frisch das Theaterstück bei seiner Uraufführung als Schwank ein. Im Programmheft führte er aus, ein Schwank müsse lustig sein, aber nicht notwendigerweise dumm, ungraziös oder vulgär. Die Figuren sollten „konventionelle, fixe Schablonen sein: man weiß sofort, wen man vor sich hat. Der Hahnrei, haha! Und das Publikum ist sich einig in der Einschätzung.“ Die Kopplung des Schwanks als Nachspiel zu Biedermann und die Brandstifter wurde vielfach als Parodie der Tradition der Antike aufgefasst, in der ein Satyrspiel auf die Tragödie folgte.
Das Stück ist ein Einakter, es gibt keinen Szenenwechsel, unterschieden wird lediglich zwischen Szene und Conférence. Bei dieser, von Frisch auch als „Ich-Theater“ der Hauptfigur bezeichnet, spricht Hotz den Zuschauer direkt an. Im Unterschied zum Brechtschen Verfremdungseffekt bleibt Hotz allerdings auch in der Conférence jederzeit in seiner Rolle. Teilweise vermischen sich die Ebenen, etwa wenn Hotz in der Conférence auf eine Szene reagiert, die er, da er sich zwischenzeitlich bei der Vermieterin aufhält, gar nicht miterlebt, sondern sich nur vorstellt. An anderer Stelle tritt Hotz mitten in einer Spielhandlung, bei der er abwesend ist, kurz in die Szene, um seiner Frau Feuer zu geben. Laut Frischs Anweisungen soll das Zimmer, in dem die Handlung spielt, nicht von Wänden begrenzt sein, sondern ein erhöhter Podest, eine „Bühne auf der Bühne“, von Leere umgeben, damit der Hauptdarsteller gleichzeitig selbstverständlich und augenfällig in die Szene und aus ihr heraustreten könne.

## Interpretation

### Der Widerspruch des Intellektuellen

Max Frisch (1955)

Im Programmheft zur Uraufführung gab Frisch als Motivation zum Stück an, er wolle ausprobieren, ob sich der Intellektuelle, der nicht gemäß seinen Worten handle, sich dessen Widerspruch bewusst sei und um der Welt – im Stück in Gestalt seiner Frau – sein Handeln zu beweisen etwas ganz Läppisches tue im vollen Bewusstsein, dass es läppisch sei, als schwankfähig erweise. So wurde hinter dem Stück auch oft – wie von Karl Senn – die Absicht „einer schonungslosen Satire auf den ‚Intellektuellen‘, in dem Frisch sich ja selbst auch angesprochen fühlt“, vermutet, die sich im Dr. phil. in Biedermann und die Brandstifter noch spiegele. Auch Wolf R. Marchand beschrieb das Stück als „ein grimmiges Spiel mit den Intellektuellen, die daran leiden, daß sie immerzu große Worte machen, aber nicht handeln können, und das wissen.“
Manfred Jurgensen ging über diese Deutung hinaus. Für ihn stand der Intellektuelle als Typus für die „Gefangenschaft im eigenen Ich“. Hotz stehe seinem Versuch, auszubrechen, stets selbst im Wege, ein Paradox, das der Schwank in Komik überführe. Letztendlich stecke hinter dieser Komik aber eine Inkongruenz von Körper und Geist, die statt einer bloßen Kritik des Intellektuellen zur Kritik der Schöpfung in ihrer Gesamtheit werde. Die Unvereinbarkeit von Körper und Geist versuche Hotz mittels seines Intellektes zu überbrücken, was sich auf der Bühne im Überspielen der beiden Handlungsebenen Szene und Conférence zeige. Durch seine keineswegs spontane „große Wut“ versuche er, aus den erstarrten Identitäten und Bildern auszubrechen. In Hotz gestalte Frisch „einen komischen Helden in der Verkörperung eines tragischen Konflikts“.

### Wut als Rolle
Hellmuth Karasek beschrieb als Grundthematik des Werkes von Max Frisch die Unvereinbarkeit von aufgezwungener Rolle und Identität eines Menschen. In Die große Wut des Philipp Hotz entstehe dieser Widerspruch und die daraus folgende Komik allerdings nicht aus einer aufgezwungenen, sondern aus der selbstgewählten Rolle des Protagonisten, der er in Wahrheit nicht gewachsen ist. Im Bemühen, einmal Ernst zu machen, wählt er sich die Rolle einer Wut, für die sein wahrer Zorn viel zu gering ist. Sein Wutausbruch, zu dem er sich immerfort selbst ermuntern muss, wird durch seine bürgerliche Erziehung und intellektuelle Einsicht gehemmt. Hotz muss Dienstmänner bestellen, um seine Möbel zu zertrümmern, weil seine eigene Kraft und Wut für das gestellte Ziel gar nicht ausreichen. Sein vorgeblich unkontrollierbarer Wutanfall findet seine Grenzen beim Bürgerlichen Gesetzbuch, etwa in seiner Anweisung, den Besitz seiner Frau zu verschonen.
Auch für Jürgen H. Petersen untergräbt die Hauptfigur seine Glaubwürdigkeit ständig selbst und entlarvt die übernommene Rolle damit als Maskerade, mit der er lediglich seine Verletzbarkeit und Unterlegenheit tarnt. Obwohl er vorgibt, Dorli zu verlassen, fürchtet er nichts mehr als die Trennung von seiner Frau, sein eigener Ehebruch hat nie stattgefunden, seine liberalen Ansichten über die Ehe werden durch seine Eifersucht ständig unterlaufen. Zwar kommt unter der Rolle des Wütenden auch immer wieder die wahre Identität des Protagonisten zum Vorschein, doch ist es eine Identität, die er fürchtet und ablehnt. Diese Weigerung, sich selbst anzunehmen, treibt ihn in die Flucht vor der eigenen Identität und in die Rolle des Wütenden. Nach dem gescheiterten Ausbruchsversuch kehrt Hotz zurück in seine Wohnung, ohne dass sich etwas geändert hat. Laut Heinz Gockel kann die Komödie damit erneut von vorne beginnen.

### Bezug zum Werk
Manfred Jurgensen sah Hotz in einer Reihe zahlreicher anderer intellektueller Hauptfiguren aus Frischs Werk, angefangen vom Heutigen in Die Chinesische Mauer bis zum Dr. phil. in Biedermann und die Brandstifter. Zugleich stehe er in der Gefangenschaft im eigenen Ich in der Nähe zum Titelhelden in Stiller, zu Don Juan aus Don Juan oder Die Liebe zur Geometrie und zum Staatsanwalt in Graf Öderland. Gerhard P. Knapp wertete Die große Wut des Philipp Hotz als Zurücknahme der in Graf Öderland aufgeworfenen Thematik: der Verknüpfung von privaten Ausbruchsphantasien mit gesellschaftlicher Auflehnung und Rebellion. Im Schwank sei jede gesellschaftskritische Deutung ausgeschlossen, der Konflikt „endgültig verbannt in die Wände des spießbürgerlichen Wohn- bzw. Schlafzimmers.“
Jürgen H. Petersen verwies auf Frisch erstes Drama Santa Cruz: Während sich dort Rittmeister und Vagant ihre Ausbrüche nur erträumen, lasse Frisch Hotz seinen Ausbruchsversuch mit allen Konsequenzen durchspielen. Für Walter Schmitz hatte Frisch den ernsten Ausbruch Stillers ins Läppische transformiert, die Ohnmacht des Intellektuellen in Die Chinesische Mauer in vollständige Impotenz. Hotz’ Prinzip, sich die Wirklichkeit zu erfinden, die Bühne zu seiner Bewusstseinsbühne zu gestalten, weise dagegen bereits voraus auf die erfundenen Geschichten in Mein Name sei Gantenbein. Ulrich Ramer wies insbesondere auf den Schlusssatz hin, die Frage Hotz’ nach seiner Post, die mit Don Juans Schlusswort „Mahlzeit“ korrespondiere. Beide Figuren wissen am Ende, dass ihr Ausbruchsversuch gescheitert ist, und fügen sich resigniert in das bevorstehende Eheleben.

## Entstehungsgeschichte
Seit Beginn der 1950er Jahre hatte Frisch für den Rundfunk verschiedene Essays, Hörspiele und Hörbilder geschrieben. Auch Die große Wut des Philipp Hotz entstand im Jahr 1957 als Text für ein Hörspiel, das allerdings nicht realisiert wurde. Im selben Jahr erkundigte sich Kurt Hirschfeld, der Dramaturg des Zürcher Schauspielhauses, vier Jahre nach dem letzten Bühnenstück Don Juan oder Die Liebe zur Geometrie bei Max Frisch nach einem neuen Theaterstück und schlug selbst die Bearbeitung des Hörspiels Herr Biedermann und die Brandstifter vor, das 1953 entstanden und seither bereits in mehreren Fassungen gesendet worden war.
Nachdem Frisch das Biedermann-Hörspiel im Oktober und November 1957 in ein Theaterstück umgeschrieben hatte, sandte er das Manuskript im Dezember an Peter Suhrkamp und fügte bezogen auf Die große Wut des Philipp Hotz hinzu: „Zum Biedermann käme noch ein kurzer Schwank, der vorliegt, aber mich (und nicht nur mich) noch gar nicht befriedigt. Daran arbeite ich zur Zeit.“ Im Programmheft zur Uraufführung begründete Frisch die Zusammenstellung der beiden Einakter: „Um den Zuschauer nicht zu entlassen mit Detonationen […] spielen wir noch einen kleinen Schwank.“ Der Versuch, beide Stücke miteinander zu verschränken, brachte möglicherweise die Figur des Dr. phil. in Biedermann und die Brandstifter hervor, der weder in den früheren Hörspielfassungen noch im bearbeiteten Fernsehspiel von 1967 vorhanden ist. Er weist bereits auf den Intellektuellen Hotz, auch er ein Dr. phil., voraus.
Am 29. März 1958 wurden Biedermann und die Brandstifter und Die große Wut des Philipp Hotz im Schauspielhaus Zürich uraufgeführt. Regie führte Oskar Wälterlin, in beiden Stücken spielte die gleiche Besetzung. So wurde aus dem Biedermann Gustav Knuth im zweiten Stück ein Dienstmann, aus dem Eisenring Boy Gobert der Philipp Hotz. Weitere Schauspieler waren Margot Trooger als Dorli, Elsbeth von Lüdinghausen als Clarissa und Ernst Schröder als Wilfrid. Das Bühnenbild stammte von Max Frisch selbst. Bereits zur deutschen Erstaufführung von Biedermann und die Brandstifter am 28. September 1958 hatte Frisch Die große Wut des Philipp Hotz durch ein Nachspiel zum Biedermann-Stück ersetzt, das seinerseits später zurückgezogen wurde.

## Rezeption
Bereits zur Uraufführung stand Die große Wut des Philipp Hotz überwiegend im Schatten von Biedermann und die Brandstifter. Elisabeth Brock-Sulzer beschrieb: „Dieser Sketch […] ist leichteren Gewichts als der Biedermann, aber ebenfalls wesentlich.“ Er falle gegenüber dem ersten Stück ab, aber nur, „so weit er es darf. Er wirkt durchaus als Abgesang. Wer sich nicht umstellen kann, ist enttäuscht.“ Siegfried Melchinger dagegen beschrieb: „In der Vorstellung, die ich sah, amüsierte sich das Publikum mehr über den Hotz als über den Biedermann, dem wiederum die Kritik das größere Lob gezollt hatte.“ Für Friedrich Torberg blieb Biedermann und die Brandstifter das „ungleich bedeutendere“ Stück, obwohl Frisch auch im zweiten Einakter „aufs amüsanteste“ menschliche Schwächen aufzeige. Der französische Literaturkritiker Robert Kemp sah im Hotz „etwas von einem (entfesselten) Courteline, von Ionesco; vielleicht sogar von Labiche“.
Der dauerhafte Publikumserfolg von Die große Wut des Philipp Hotz blieb allerdings laut Gerhard P. Knapp bescheiden, die Hauptfigur des Hotz entbehre jeder Tiefe und habe sich auch in einer Komödie „für ein modernes Publikum als zu schwach erwiesen.“ Für Urs Bircher war die „typisch Frischsche Ehegeschichte […] amüsant und gekonnt geschrieben“, sie habe sich aber nicht bewährt und werde heute kaum mehr aufgeführt. Laut Walter Schmitz gilt Die große Wut des Philipp Hotz im Œuvre des Autors „rechtens als Nebenwerk“. Annemarie Schnetzler-Suter sah in dem Schwank „das einzige Stück Frischs, das von Inhalt und Form her vollkommen bedeutungslos ist und deshalb zu Recht heute schon in Vergessenheit geraten ist.“ Volker Hage hingegen beschrieb eine „gelungene Komödie“, deren Koppelung mit Biedermann und die Brandstifter allerdings nur eine „Verlegenheitslösung“ gewesen sei. Die Aufführung des Schwanks als Einzelstück blieb vor allem kleineren Theatern vorbehalten.
Im Jahr 1960 verfilmte Paul Verhoeven Die große Wut des Philipp Hotz als knapp einstündigen Fernsehfilm für den Süddeutschen Rundfunk. Darsteller waren Robert Graf, Karin Schlemmer, Ina Peters und Harry Wüstenhagen. Der Schweizer Komponist Max Lang komponierte nach der Vorlage die gleichnamige Oper, die 1960 in St. Gallen uraufgeführt wurde. 1983 wurde der ursprüngliche Hörspieltext zum ersten Mal als Hörspiel umgesetzt. Unter der Regie von Charles Benoit inszenierten Studenten der Theaterwissenschaften der Universität Bern im Berner Dialekt das Hörspiel Em Philipp Hotz sy Grossy Wuet.

### Textausgaben
- Max Frisch: Die große Wut des Philipp Hotz. Ein Sketch. In: Hortulus Heft 2, Jahrgang 8. Tschudy-Verlag, St. Gallen 1958, S. 34–61. (Erstausgabe)
- Max Frisch: Die große Wut des Philipp Hotz. Ein Schwank. In: Gesammelte Werke in zeitlicher Folge. Vierter Band. Suhrkamp, Frankfurt am Main 1998, ISBN 3-518-06533-5, S. 417–453.

### Sekundärliteratur
- Heinz Gockel: Max Frisch. Drama und Dramaturgie. Oldenbourg, München 1989, ISBN 3-486-88271-6, S. 51–53.
- Manfred Jurgensen: Max Frisch. Die Dramen. Francke, Bern 1976, ISBN 3-7720-1160-8, S. 112–116.
- Hellmuth Karasek: Max Frisch. Friedrichs Dramatiker des Welttheaters Band 17. Friedrich Verlag, Velber 1974, S. 76–80.